# Grand Prix d'Isbergues 1994
Il Grand Prix d'Isbergues 1994, quarantottesima edizione della corsa e valida come evento dell'UCI categoria 1.2, si svolse il 18 settembre 1994, per un percorso totale di 207 km. Fu vinto dal belga Wilfried Nelissen che giunse al traguardo con il tempo di 5h07'48" alla media di 40,351 km/h.

## Ordine d'arrivo (Top 10)
| Pos. | Corridore          | Squadra          | Tempo    |
| ---- | ------------------ | ---------------- | -------- |
| 1    | Wilfried Nelissen  | Novemail         | 5h07'48" |
| 2    | Sean Yates         | Motorola         | s.t.     |
| 3    | Philippe Bouvatier | Aubervilliers 93 | a 33"    |
| 4    | Michel Vermote     | Festina          | a 40"    |
| 5    | Frédéric Moncassin | Wordperfect      | a 2'06"  |
| 6    | Jo Planckaert      | Novemail         | s.t.     |
| 7    | Raymond Meijs      | Trident          | s.t.     |
| 8    | Bart Voskamp       | TVM              | s.t.     |
| 9    | John van den Akker | Collstrop        | s.t.     |
| 10   | Erik Dekker        | Wordperfect      | s.t.     |